# 阿蒂迪姆

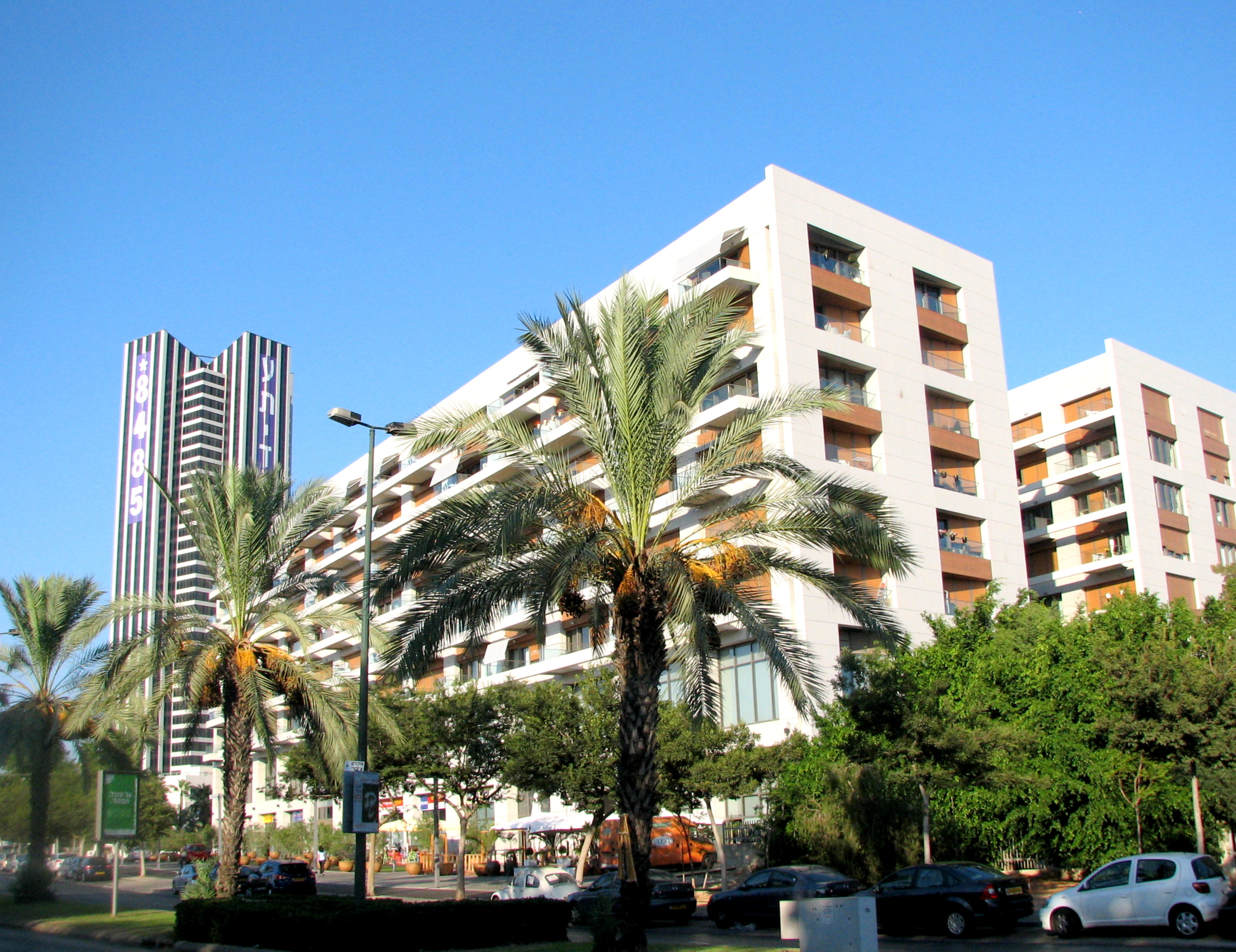

阿蒂迪姆（Kiryat Atidim）是以色列特拉維夫的一個高科技地區。阿蒂迪姆位於特拉維夫東北部，靠近佩塔提克瓦工業區。這一地區於1972年開始開發，最初是特拉維夫市政府和特拉維夫大學合作的項目。

## 外部連結
- Kiryat Atidim website

32°6′53.23″N 34°50′36″E / 32.1147861°N 34.84333°E